# Nanoporo
Los nanoporos son hoyos de tamaño nanométrico (entre 1 y 100 nm) que pueden ser creados de manera sintética por proteínas (proteínas en forma de embudo) o como huecos en materiales sintéticos como los silicatos o el grafeno (nanoporos de estado sólido). 
Actualmente, la síntesis de nanoporos se está volviendo un método popular de detección de moléculas dado a sus propiedades electroquímicas que permiten el monitoreo de las corriente iónicas que pasan por el nanoporo en cuestión.

## Historia
En 1953 se inventó el contador Coulter para la contabilización y medición del tamaño de partículas a microescala dispersas en electrolitos. Que consiste en un voltaje aplicado a través de una pequeña apertura que contiene dos cámaras llenas de electrolitos, las partículas se movían de una cámara a la otra y creaban pulsos de resistencia característicos para cada electrolito. En la década de 1990, Coulter encontró una manera de extender este principio a un nivel molecular con la introducción de los nanoporos con aperturas limitadas en el rango de 1 a 100 nm.

## Fabricación
La fabricación de los nanoporos tiene un foco de atención en la limitación de la apertura del poro, lo que determina el máximo tamaño de partícula que puede moverse a través del nanoporo y causa una gran influencia en la resistencia a la corriente durante la translocación de los iones. Los métodos más comunes para la fabricación de nanoporos de estado sólido son:
- Perforación por haz de iones o DD, por sus siglas en inglés (direct drilling)
- Perforación por un haz de iones seguido de una encogimiento asistido usando otro haz de iones o IBS (ion beam shrinking)
- Perforación por un haz de iones seguido de un encogimiento asistido usando un haz de electrones o EBS (electron beam shrinking)
- Ataque químico sobre una membrana polimérica, vidrio o material a base de silicatos.
- Litografía de nanoesferas[1][3][4]

## Nanoporos de estado sólido
Los nanoporos de estado sólido, en comparación con los nanoporos en proteínas, tienen ventajas tales como su robustez mecánica, diámetro ajustable y estabilidad en diferentes ambientes físicos y químicos. La fabricación de estos nanoporos incluye una amplia gama de métodos que van desde un tiro directo de un haz de iones fresado, seguido de una remodelación del nanoporo con un haz de iones extra hasta métodos electroquímicos. 

### Nanoporos cilíndricos
Son los nanoporos más sencillos en fabricación pero el potencial necesario para iniciar el transporte a través del nanoporo incrementa el ruido en la medición de corriente, que por consiguiente, limita su sensibilidad y capacidad.

### Nanoporos cónicos
Son nanoporos que tiene una forma cónica, más anchos de un lado que de otro. Estos nanoporos presentan propiedades únicas tales como un mejor transporte, menor resistencia, mejoras como sensor y una corriente iónica mayor a los cilíndricos 
Los nanoporos cónicos proveen de una buena plataforma para la investigación de transporte de moléculas individuales, partículas, así como eventos que ocurran dentro de la geometría confinada.

## Electroquímica de Nanoporos
La electroquímica de los nanoporos es una de sus propiedades más investigadas, esto se debe a que, por medio de los nanoporos en membranas, se puede detectar un flujo de cargas entre dos soluciones electrolíticas divididas por dichas membranas (corrientes iónicas en membranas); así mismo se puede detectar el transporte hacia o de nanoelectrodos presentes en los nanoporos y el transporte electroforético y electroosmotico de solventes e iones mientras este pasa en los nanocanales cuando se aplica un voltaje al final del canal. Propiedades que pueden llevar al uso de nanoporos como métodos de caracterización.

### Nanoporos en membranas
La detección del flujo de cargas entre dos soluciones electrolíticas se da por medio de una membrana que separa a las mismas. Normalmente una de las soluciones contiene una especie de interés con una dimensión que se acerca o no es de importado para el diámetro del nanoporo. Se produce una excitación electroquímica en los electrodos presentes en ambas soluciones (ya sea una potencia DC, AC o una corriente) de tal manera que se induzca una carga iónica, misma que fluye a través del nanoporo. El valor de la corriente iónica se determina con la concentración de los electrolitos, el potencial aplicado y el ancho y largo del nanoporo que actúa como resistencia. Este tipo de experimentos se han llevado a cabo con arreglos de nanoporos y con membranas con un solo nanoporo llevando a la conclusión de que los arreglos de nanoporos permiten una diversidad química mayor a pesar de que tener un solo nanoporo vuelve a la detección más selectiva. 

### Electrodos de nanoporos
Los electrodos de nanoporos son electrodos depositados en una estructura porosa nanoscópica. Existen modelos de un solo nanoporo y de arreglos de nanoporos. Su fabricación involucra la preparación de un electrodo de Pt con velo de vidrio. El Pt sellado con el vidrio posee una punta cónica de tal manera que al agregar ácido nítrico la solución, ésta presenta un comportamiento electrolítico que lleva a que en el vidrio se formen nanoporos con forma cónica y del mismo tamaño que la punta original. Estos electrodos están en el orden de los 30 a los 2000 nm. Si el nanoporo se coloca en una solución de ferroceno, la voltametría a escalas de largo tiempo da un estado estable (difusión radial) que limita las corrientes para la oxidación de ferroceno, controlando el transporte a través del nanoporo. 
Estos electrodos en nanoporos se usan ampliamente en electrodos de iones selectivos, que se ha empleado en experimentos SECM para visualizar el flujo del ion cloro a trapas de un microporo y para soportar estructuras de membranas líquidas de manera estable que contienen formadores de canales iónicos. 

## Aplicaciones

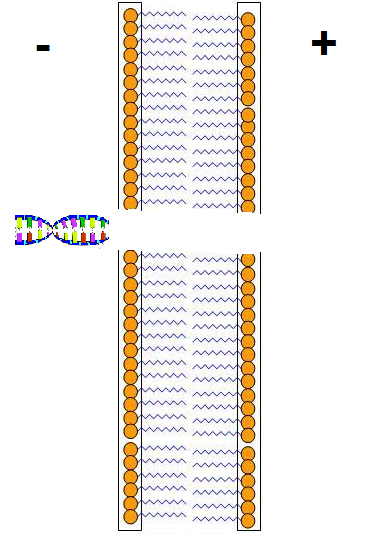
Esquema del transporte de ADN a través de una bicapa lipídica con un nanoporo

### Detección de ADN
Una de las aplicaciones más interesante en el mundo de la biología es la posibilidad de secuenciar el ADN. La idea radica en utilizar nanoporos de estado sólido que mediante el uso de cargas, dirigen cadenas de ADN a través del poro. Estas cadenas pueden ser de un solo segmento de ADN o la doble hélice. La secuenciación ocurre debido a que cada base (adenina, citosina, guanina y timina) modifica la corriente que transita en el nanoporo de manera distinta. Esto significa que cada base tiene una corriente que permite detectar que grupo atraviesa el poro en ese momento. Para conocer la corriente característica de cada base, se utiliza una cadena con solo una base de ADN.
Uno de los problemas principales del sistema es que ADN atraviesa el nanoporo a una velocidad mayor que los equipos de detección son capaces de leer. Las lecturas resultantes no son fidedignas y no se puede saber con certeza si se detectó cada una de las bases. Las soluciones para este problema aún se encuentran en investigación, pero ya existen ideas interesantes. Una solución sería utilizar pinzas ópticas para alentar el paso del ADN. Otra solución consiste en manipular el paso del ADN encendiendo y apagando la corriente de nanoporo, alentando el paso de la cadena y permitiendo una lectura más precisa.

### Sensores
Los sensores utilizan el mismo principio que se utiliza en la lectura de cadenas. La molécula problema se introduce en una solución de alto contenido iónico, la cual se utiliza para producir una corriente eléctrica que genera el movimiento de la molécula a través del poro. Se aprovechan factores como solubilidad, cargas electrostáticas y conductividad para identificar a las moléculas. 